# مارتن هارتي
مارتن هارتي هو سياسي أمريكي، ولد في 25 مارس 1919 في Barre, Massachusetts ‏ في الولايات المتحدة، وتوفي في 12 أغسطس 2017 في دوفر في الولايات المتحدة. نشط حزبياً في الحزب الجمهوري.